# Đăk Glei (thị trấn)
Đăk Glei là thị trấn huyện lỵ của huyện Đăk Glei, tỉnh Kon Tum, Việt Nam.

## Địa lý
Thị trấn Đăk Glei nằm ở phía huyện Đăk Glei, có vị trí địa lý:
- Phía đông giáp xã Đăk Choong
- Phía tây giáp xã Đăk Long
- Phía nam giáp xã Đăk Kroong
- Phía bắc giáp xã Đăk Pek.

Thị trấn Đăk Glei có diện tích 87,50 km², dân số năm 2019 là 6.824 người, mật độ dân số đạt 78 người/km².

## Lịch sử
Trước năm 1996, địa bàn thị trấn Đăk Glei là một phần xã Đăk Pék thuộc huyện Đăk Glei.
Ngày 22 tháng 11 năm 1996, Chính phủ ban hành Nghị định số 73-CP. Theo đó, thành lập thị trấn Đăk Glei trên cơ sở 8.750 ha diện tích tự nhiên và 3.899 nhân khẩu của xã Đăk Pék.

## Giao thông
- Đường Hùng Vương
- Đường Trần Phú
- Đường A Khanh
- Đường Nguyễn Huệ
- Đường Lê Hồng Phong
- Đường Lê Văn Hiến
- Đường Trần Hưng Đạo
- Đường Nguyễn Thị Minh Khai
- Đường Tố Hữu
- Đường Lê Lợi
- Đường Nguyên Trãi
- Đường Võ Thị Sáu
- Đường Lê Hữu Trác
- Đường Phan Bội Châu
- Đường Chu Văn An
- Đường Ngô Đức Đệ
- Đường Ngô Quyền
- Đường A Dừa
- Đường Ngô Mây
- Đường Nguyễn Văn Linh
- Đường Bạch Đằng
- Đường Huỳnh Đăng Thơ
- Đường Trương Quang Trọng.